# فرناندو لويس غارسيا
فرناندو لويس غارسيا (بالإنجليزية: Fernando Luis García)‏ هو عسكري أمريكي، ولد في 14 أكتوبر 1929 في Utuado, Puerto Rico ‏ في الولايات المتحدة، وتوفي في 5 سبتمبر 1952 في كوريا في ممالك كوريا الثلاث.